# 南創太
南 創太（みなみ そうた、2006年6月15日 - ）は、 大分県出身のプロサッカー選手。Jリーグ・ベガルタ仙台所属。ポジションはミッドフィールダー。

## 経歴

### プロ入り前
日章学園高等学校では高岡伶颯と共にプレー。高円宮杯 JFA U-18サッカープリンスリーグ九州では二年次から二年連続2位で上位リーグであるプレミアリーグへのプレーオフに進んだ。最後の選手権では高岡と共に日章の攻撃を牽引した。
2024年8月、U-18日本代表に初招集され、2024年9月11日、仙台内定が発表された。

### ベガルタ仙台
2024年9月11日、ベガルタ仙台に加入することが内定。 
2025年3月26日、YBCルヴァンカップ1st 第1回戦の栃木SC戦でプロデビューを飾った。6月、香港で行われた「International Youth Invitational Football Cup at KTSP June 2025」に参加するU-20 Jリーグ選抜に安野匠と共に招集され、準決勝のマラガU-20戦で安野のゴールをアシストして優勝に貢献した。

## 所属クラブ
- ブルーウイングFC U-12
- ブルーウイングFC U-15
- 日章学園高等学校
- 2025年 -  ベガルタ仙台

## 個人成績
| 国内大会個人成績 | 国内大会個人成績 | 国内大会個人成績 | 国内大会個人成績 | 国内大会個人成績 | 国内大会個人成績 | 国内大会個人成績 | 国内大会個人成績 | 国内大会個人成績 | 国内大会個人成績 | 国内大会個人成績 | 国内大会個人成績 |
| 年度             | クラブ           | 背番号           | リーグ           | リーグ戦         | リーグ戦         | リーグ杯         | リーグ杯         | オープン杯       | オープン杯       | 期間通算         | 期間通算         |
| 年度             | クラブ           | 背番号           | リーグ           | 出場             | 得点             | 出場             | 得点             | 出場             | 得点             | 出場             | 得点             |
| 日本             | 日本             | 日本             | 日本             | リーグ戦         | リーグ戦         | リーグ杯         | リーグ杯         | 天皇杯           | 天皇杯           | 期間通算         | 期間通算         |
| ---------------- | ---------------- | ---------------- | ---------------- | ---------------- | ---------------- | ---------------- | ---------------- | ---------------- | ---------------- | ---------------- | ---------------- |
| 2025             | 仙台             | 15               | J2               |                  |                  |                  |                  |                  |                  |                  |                  |
| 通算             | 日本             | 日本             | J2               | 0                | 0                | 0                | 0                | 0                | 0                | 0                | 0                |
| 総通算           | 総通算           | 総通算           | 総通算           | 0                | 0                | 0                | 0                | 0                | 0                | 0                | 0                |

## タイトル

### クラブ
日章学園高等学校
- 全国高等学校サッカー選手権宮崎県大会：2回（2023、2024年）
- 全国高等学校総合体育大会サッカー競技宮崎県大会：1回（2024年）

### 代表
U-20 Jリーグ選抜
- International Youth Invitational Football Cup at KTSP June ：1回（2025年）

## 代表歴
- U-18日本代表
  - SBSカップ 国際ユースサッカー（2024年）
- U-20 Jリーグ選抜
  - International Youth Invitational Football Cup at KTSP June（2025年）